# 光叶马鞍树
光叶马鞍树（学名：Maackia tenuifolia），为豆科马鞍树属下的一个植物种。